# Hjallese Sogn
Hjallese Sogn ist eine Kirchspielsgemeinde (dän.: Sogn) auf der Insel Fünen im südlichen Dänemark. Bis 1970 gehörte sie zur Harde Odense Herred im damaligen Odense Amt, danach zur Odense Kommune im Fyns Amt, die im Zuge der  Kommunalreform zum 1. Januar 2007 Teil der Region Syddanmark geworden ist.

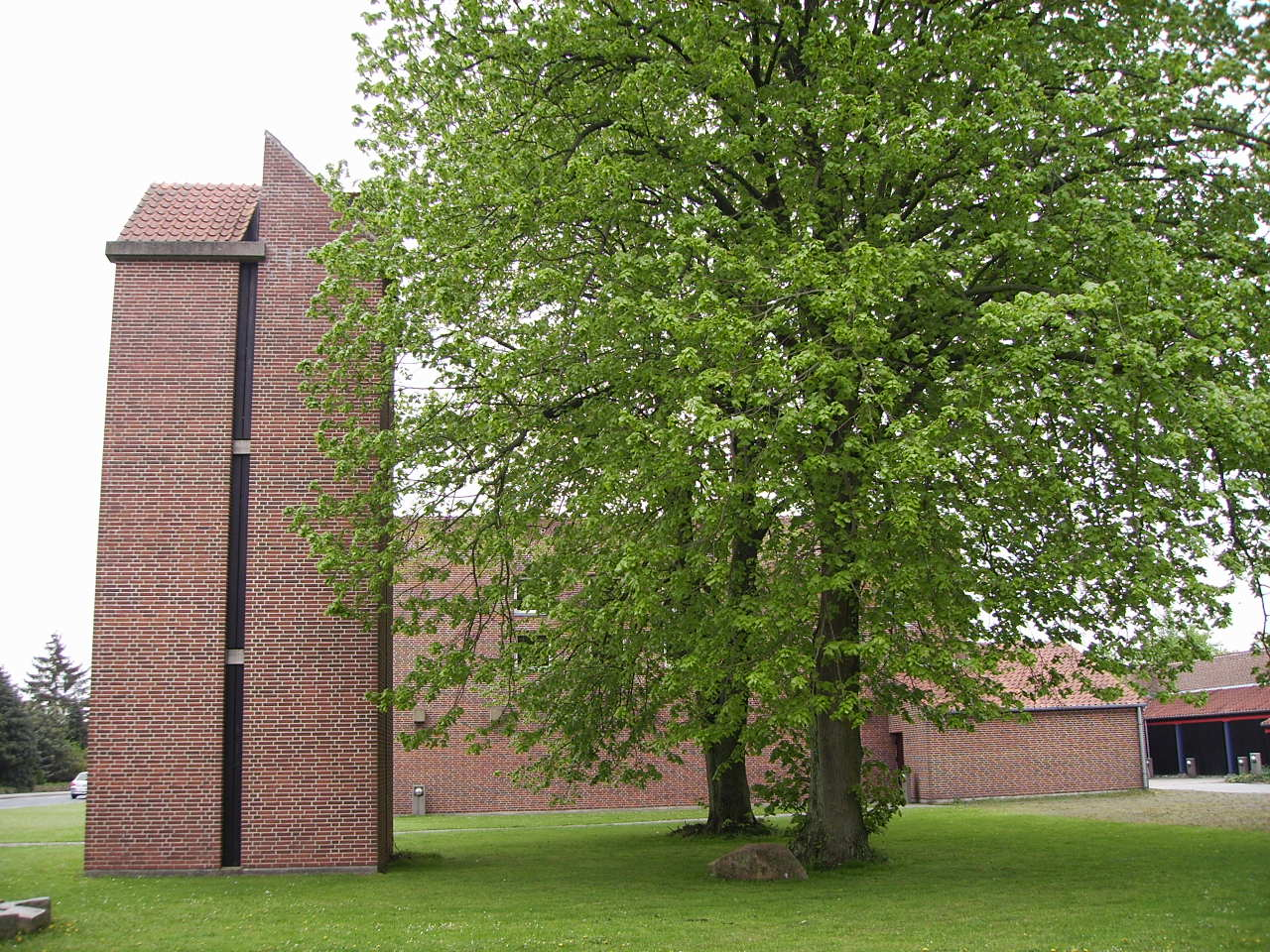
Hjallese Kirke

Von den 182.387 Einwohnern von Odense leben 9103 im Kirchspiel Hjallese (Stand: 1. Januar 2023). Im Kirchspiel liegt die Kirche „Hjallese Kirke“.
Nachbargemeinden sind im Norden Thomas Kingos Sogn und Munkebjerg Sogn, im Nordosten Korsløkke Sogn und Tornbjerg Sogn, im Südosten Højby Sogn, im Süden Stenløse Sogn, im Westen Dyrup Sogn und im Nordwesten Dalum Sogn.